# 稲荷神社 (日光市稲荷町)
稲荷神社（いなりじんじゃ）は、栃木県日光市の神社。

## 歴史
1218年（建保6年）に創建された。元々は稲荷川の東岸にあり、「稲荷川町」という町の中に位置していたが、1662年（寛文2年）の大洪水により壊滅した。そのため、町とともに現在地に移転した。現在地の「稲荷町」は、旧稲荷川町が移転したものである。
境内の手水舎の隣に「西行戻石」と呼ばれる岩と歌碑がある。

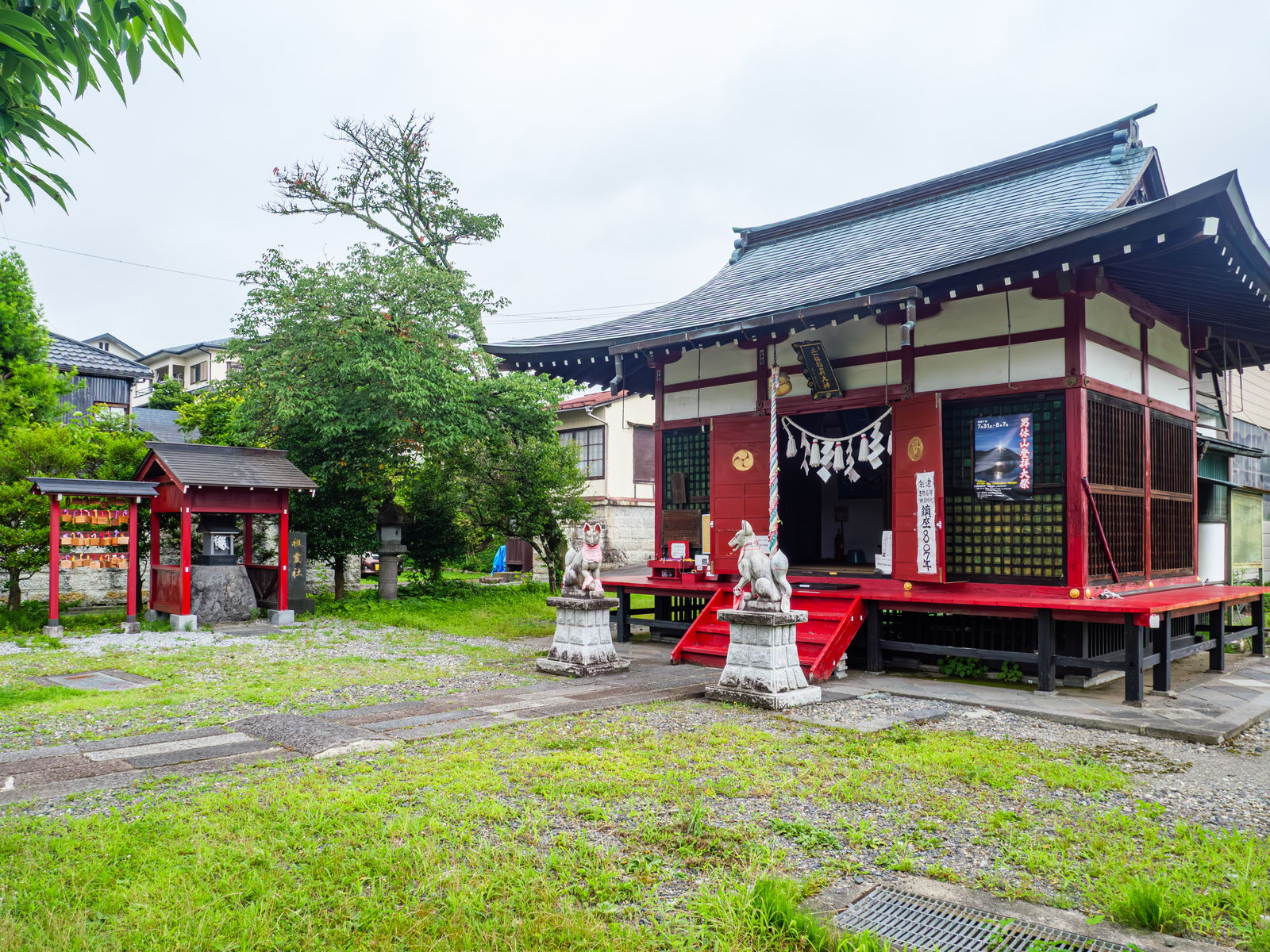
社殿

## 文化財
- 日光型庚申塔（日光市指定有形文化財）[2]

## 交通アクセス
- 東武日光駅より徒歩7分。